# Georges Berthu
Georges Berthu, né le 14 mai 1950 à Angoulême, est un haut fonctionnaire et homme politique français, député européen de 1994 à 2004.
Avec Didier Maupas et Pierre-Marie Guastavino, il est l'un des vice-président du Club de l'horloge, fonction qu'il occupe aussi au sein du Mouvement pour la France.

## Biographie
Georges Berthu est diplômé de l'Institut d'études politiques de Paris (section Service public, promotion 1972) et ancien élève de l'École nationale d'administration (promotion Pierre-Mendès-France, 1978). À l'ENA, il fonde avec son camarade de promotion Philippe de Villiers le syndicat ENA-Indépendance, pour tenter de briser « le consensus social-démocrate réalisé autour de la toute puissante CFDT ».
Il fait ses débuts comme administrateur civil.
En 2005, il intègre la mission de contrôle économique et financier auprès des organismes d'intervention de l'agriculture et de la pêche.
Il est admis à la retraite en 2013.

### Engagement politique
Il est élu député européen en 1994, puis est réélu en 1999. Durant son premier mandat, il exerce la fonction de vice-président de la Commission institutionnelle (1994-1999) puis reste membre titulaire de la Commission des affaires constitutionnelles (1999-2004). Il est également membre suppléant de la Commission des libertés publiques et des affaires intérieures (1994-1998) puis de la Commission économique et monétaire (1999-2004). Il participe au projet international Echelon en tant que membre de la Commission temporaire sur le système d'interception Echelon. Il exerce diverses fonctions au sein de la Délégation pour les relations avec le Canada de 1994 à 2004, dont il sera président de 1995 à 1997 et vice-président de 1999 à 2002. Il est aussi membre suppléant de la Délégation à la commission parlementaire mixte Espace économique européen (2002-2004).
Il dirige la campagne présidentielle de Philippe de Villiers en 1995. Il exerce la fonction de 5e vice-président du parti politique de droite d'inspiration souverainiste Mouvement pour la France, fondé et présidé par Philippe de Villiers et est conseiller municipal depuis 2001, de Longré.

## Ouvrages
- Dir., Vive la propriété !, Albin Michel, 1984
- Avec Henri Lepage, La propriété, c'est l'envol... vers la prospérité, Hachette, 1986  (ISBN 2-01-012454-5)
- Le contrôle de l'Europe par la Constitution française, groupe Europe des nations, 1997
- A chaque peuple sa monnaie, groupe Europe des nations, 1998
- Le traité d'Amsterdam contre la démocratie, François-Xavier de Guibert, 1998
- Avec Philippe de Villiers, L'Europe autrement, François-Xavier de Guibert, 1999
- Europe, démocratie ou super-état, François-Xavier de Guibert, 2000
- Traité de Nice, texte comparé et commenté : l'Europe sans repères, Œil, 2001
- Contre-rapport sur le traité de Nice : l'Europe sans repères, délégation MPF au Parlement européen, 2001
- L'Europe sans les peuples : commentaire du projet de Constitution européenne et texte intégral, François-Xavier de Guibert, 2004 (2e édition en 2005)
- Le Piège de la Constitution européenne, François-Xavier de Guibert, 2005